# Olga Kużeła
Olga Pietrowna Kużeła, ros. Ольга Петровна Кужела (ur. 29 sierpnia 1985) – rosyjska pływaczka synchroniczna. Złota medalistka olimpijska z Pekinu.
Zawody w 2008 były jej jedynymi igrzyskami olimpijskimi. W drużynie była również wielokrotną złotą medalistką mistrzostw świata (2005 i 2007) oraz Europy (2006, 2010).